# Claude Cuny
Pour les articles homonymes, voir Cuny.
Claude Cuny (né le 29 décembre 1932 à Vic-sur-Seille en Moselle), est un dirigeant français de football.

## Biographie
Archétype  même de l'autodidacte, Claude Cuny annonça à la fin de l’année 1966, son intention de récréer à Nancy, une section de football professionnel avec des idées novatrices. Il fut vite traité d’utopique par certains, pour d’autres, il se révéla tout simplement génial. Les années futures donneront raison à ses supporteurs inconditionnels ; quant à ses irréductibles détracteurs, ils prirent tout de même le chemin du stade, oubliant leurs sarcasmes initiaux.
Président de l’Association sportive Nancy-Lorraine (1967-1975), puis manager général du même club (1975-1979), il conduira l’A.S.N.L au faîte du football français.
Pourtant, les lendemains de la finale victorieuse de la Coupe de France 1978 face à l’OGC Nice (1-0) et de la première tournée européenne furent difficiles pour l’AS Nancy-Lorraine. Le départ quasi conjoint et pour des raisons différentes, du président Claude Cuny et du capitaine Michel Platini ne fit qu’accentuer les soucis de résultats positifs. Dès lors, Claude Cuny fut appelé sur les bords de la Méditerranée.
Ses méthodes ayant fait des émules, il arriva à l’Olympique de Marseille au début des années 1980, au sein d’un club en liquidation judiciaire, à la demande du président du Groupement du Football Professionnel.
Puis, ce fut des interventions auprès des clubs du Red Star, Beauvais et Angoulême. Ensuite, son parcours à la tête de la Bourse de sous-traitance de l’Est ayant été remarqué par l’Organisation des Nations unies pour le développement industriel (ONUDI), dont le siège est à Vienne en Autriche, il fut fait appel à ses services en qualité d’expert pour promouvoir l’organisation rationnelle de la sous-traitance et son implantation dans des pays en développement. C’est ainsi que Claude Cuny intervint dans de nombreux pays. Après s’être rapproché un temps de Jarville, club amateur de la banlieue nancéienne, Claude Cuny quitta le paysage du sport national.